# Copa Chile
Copa Chile este competiția fotbalistică eliminatorie de cupă națională din Chile. Ea a fost fondată în 1958, dar a fost desființată în 2000 din cauza constrângerii de timp și a presiunii cluburilor.

## Finale
| An      | Câștigător                | Finalist             | Scor                 | Trofeu                    |
| ------- | ------------------------- | -------------------- | -------------------- | ------------------------- |
| 1958    | Colo-Colo                 | Universidad Católica | 2:2                  | Copa Chile                |
| 1959    | Santiago Wanderers        | Deportes La Serena   | 5:1                  | Copa Chile                |
| 1960    | Deportes La Serena        | Santiago Wanderers   | 4:1                  | Copa Preparación          |
| 1961    | Santiago Wanderers        | Universidad Católica | 2:0, 1:2             | Copa Chile Green Cross    |
| 1962    | Luis Cruz                 | Universidad Católica | 2:1                  | Copa Preparación          |
| 1974    | Colo-Colo                 | Santiago Wanderers   | 3:0                  | Copa Chile                |
| 1975    | Palestino                 | Lota Schwager        | 4:0                  | Copa Chile                |
| 1977    | Palestino                 | Unión Española       | 3:3, 1:0             | Copa Chile                |
| 1979    | Universidad de Chile      | Colo-Colo            | 2:1                  | Copa Polla Gol            |
| 1980    | Deportes Iquique          | Colo-Colo            | 2:1                  | Copa Polla Gol            |
| 1981    | Colo-Colo                 | Audax Italiano       | 5:1                  | Copa Polla Gol            |
| 1982    | Colo-Colo                 | Universidad Católica | [ 2 ]                | Copa Polla Gol            |
| 1983    | Universidad Católica      | O'Higgins            | [ 3 ]                | Copa Polla Gol            |
| 1984    | Everton                   | Universidad Católica | 3:0                  | Copa Polla Gol            |
| 1985    | Colo-Colo                 | Palestino            | 1:0                  | Copa Polla Gol            |
| 1986    | Cobreloa                  | Fernández Vial       | 0:1, 2:0, 3:0        | Copa Polla Lan Chile      |
| 1987    | Cobresal                  | Colo-Colo            | 2:0                  | Copa Lan Chile            |
| 1988    | Colo-Colo                 | Unión Española       | 1:0                  | Copa Digeder              |
| 1989    | Colo-Colo                 | Universidad Católica | 2:2, 1:0             | Copa Coca Cola Digeder    |
| 1990    | Colo-Colo                 | Universidad Católica | 3:2                  | Copa Apertura             |
| 1991    | Universidad Católica      | Cobreloa             | 1:0                  | Copa Chile Digeder        |
| 1992    | Unión Española            | Colo-Colo            | 3:1                  | Copa Chile                |
| 1993    | Unión Española            | Cobreloa             | 3:1                  | Copa Chile                |
| 1994    | Colo-Colo                 | O'Higgins            | 1-1 4-2 ( pen.)      | Copa Chile                |
| 1995    | Universidad Católica      | Cobreloa             | 4:2                  | Copa Chile                |
| 1996    | Colo-Colo                 | Rangers              | 1:1, 1:0             | Copa Chile Eduardo Simián |
| 1998    | Universidad de Chile      | Audax Italiano       | 1:1, 2:0             | Copa Apertura             |
| 2000    | Universidad de Chile      | Santiago Morning     | 2:1                  | Copa Apertura             |
| 2008    | Universidad de Concepción | Deportes Ovalle      | 2:1                  | Copa Chile                |
| 2009    | Unión San Felipe          | Municipal Iquique    | 3:0                  | Copa Chile                |
| 2010    | Municipal Iquique         | Deportes Concepción  | 1:1 4-3 ( pen.)      | Copa Chile Bicentenario   |
| 2011    | Universidad Católica      | Magallanes           | 0:1, 1:0 4-2 ( pen.) | Copa Chile                |
| 2012–13 | Universidad de Chile      | Universidad Católica | 2:1                  | Copa Chile                |
| 2013–14 |                           |                      |                      | Copa Chile                |

## Titluri după club
| Club                      | Trofee | Finale | Anii trofeelor                                             | Anii finalelor                                 |
| ------------------------- | ------ | ------ | ---------------------------------------------------------- | ---------------------------------------------- |
| Colo-Colo                 | 10     | 4      | 1958, 1974, 1981, 1982, 1985, 1988, 1989, 1990, 1994, 1996 | 1979, 1980, 1987, 1992                         |
| Universidad Católica      | 4      | 8      | 1983, 1991, 1995, 2011                                     | 1958, 1961, 1962, 1982, 1984, 1989, 1990, 2013 |
| Universidad de Chile      | 4      | 0      | 1979, 1998, 2000, 2013                                     | –                                              |
| Santiago Wanderers        | 2      | 2      | 1959, 1961                                                 | 1960, 1974                                     |
| Unión Española            | 2      | 2      | 1992, 1993                                                 | 1977, 1988                                     |
| Palestino                 | 2      | 1      | 1975, 1977                                                 | 1985                                           |
| Deportes Iquique          | 2      | 1      | 1980, 2010                                                 | 2009                                           |
| Cobreloa                  | 1      | 3      | 1986                                                       | 1991, 1993, 1995                               |
| Deportes La Serena        | 1      | 1      | 1960                                                       | 1959                                           |
| Luis Cruz                 | 1      | 0      | 1962                                                       | –                                              |
| Everton                   | 1      | 0      | 1984                                                       | –                                              |
| Cobresal                  | 1      | 0      | 1987                                                       | –                                              |
| Universidad de Concepción | 1      | 0      | 2008                                                       | –                                              |
| Unión San Felipe          | 1      | 0      | 2009                                                       | –                                              |
| O'Higgins                 | 0      | 2      | –                                                          | 1983, 1994                                     |
| Audax Italiano            | 0      | 2      | –                                                          | 1981, 1998                                     |
| Lota Schwager             | 0      | 1      | –                                                          | 1975                                           |
| Fernández Vial            | 0      | 1      | –                                                          | 1986                                           |
| Rangers                   | 0      | 1      | –                                                          | 1996                                           |
| Santiago Morning          | 0      | 1      | –                                                          | 2000                                           |
| Deportes Ovalle           | 0      | 1      | –                                                          | 2008                                           |
| Deportes Concepción       | 0      | 1      | –                                                          | 2010                                           |
| Magallanes                | 0      | 1      | –                                                          | 2011                                           |

## Titluri după regiune
| Regiune      | Nº trofee | Cluburi                                                                                               |
| ------------ | --------- | --- |
| Metropolitan | 22        | Colo-Colo (10), Universidad Católica (4), Universidad de Chile (4), Unión Española (2), Palestino (2) |
| Valparaíso   | 4         | Santiago Wanderers (2), Everton (1), Unión San Felipe (1)                                             |
| Tarapacá     | 2         | Iquique (2)                                                                                           |
| Coquimbo     | 1         | La Serena (1)                                                                                         |
| Maule        | 1         | Luis Cruz (1)                                                                                         |
| Antofagasta  | 1         | Cobreloa (1)                                                                                          |
| Atacama      | 1         | Cobresal (1)                                                                                          |
| Biobío       | 1         | Universidad de Concepción (1)                                                                         |

## Turnee similare

### Copa de la República
| An   | Campion              | Finalist | Scor |
| ---- | -------------------- | -------- | ---- |
| 1983 | Universidad Católica | Naval    | 1:0  |

### Copa Invierno
| An   | Campion        | Finalist   | Scor |
| ---- | -------------- | ---------- | ---- |
| 1989 | Unión Española | Huachipato | 2:0  |